# 구름계단 (2006년 드라마)
《구름계단》은 대한민국 KBS 2TV에서 2006년 9월 18일부터 2006년 11월 7일까지 방영된 월화 미니시리즈인데 시작 후 일부 신인 연기자들의 연기력 부재 논란 등으로 시청률이 한자릿수에 머물러 기대 이하의 성적에 그쳤다.

## 줄거리
의대에 합격했지만 집안 형편 때문에 진학하지 못한 최종수는 보건소에서 배운 의학으로 사람을 살려내고, 본의 아니게 의사 행세를 하게 된다. 윤중병원 윤 박사의 딸 윤정원과 사랑에 빠지게 되지만, 의사가 아니면서 의사 행세를 한 죄값을 치르게 된다.

## 등장 인물

### 주요 인물
- 신동욱 : 최종수
  - 가짜 의사. 정원의 연인.
- 한지혜 : 윤정원
  - 윤중병원 윤 박사의 딸. 종수의 연인.
- 김정현 : 김도헌
  - 의사. 정원의 정혼자.
- 임정은 : 오윤희
  - 간호사. 종수의 친구.

### 주변 인물
- 최종원 : 변 소장 역
- 김용건 : 윤 박사 역
- 양금석 : 정원의 어머니 역
- 이미영 : 윤희의 어머니 역
- 연규진 : 김 사장 역

## 같이 보기
- 구름계단